# Friedrich Full
Friedrich Full, nemški general in vojaški zdravnik, * 11. december 1888, Würzburg, † 29. oktober 1966, Bad Kissingen.

## Življenjepis
Leta 1910 je vstopil v vojsko.
Med drugo svetovno vojno je bil sprva korpusni zdravnik 16. motoriziranega korpusa (1938–41), glavni zdravnik 4. tankovske skupine (1941–42) in armadni zdravnik 4. tankovske armade (1942). 
Novembra 1942 je bil prestavljen v rezervo in čez leto dni upokojen.